# Dhiffushi (Lhaviyani-atol)
Dhiffushi is een van de onbewoonde eilanden van het Lhaviyani-atol behorende tot de Maldiven.